# Franz Wilhelm Seiwert
Franz Wilhelm Seiwert, né le 9 mars 1894 à Cologne en Allemagne et mort le 3 juillet 1933 dans la même ville, est un peintre allemand. Après la Première Guerre mondiale, il fonde le Groupe des artistes progressistes (Gruppe progressiver Künstler) depuis Cologne avec l'aide de Heinrich Hoerle.
Anarcho-communiste, Seiwert met sa création au service de la révolution et de la fondation d'un monde nouveau. Pensant qu'il faut révolutionner l'art pour révolutionner le monde, il met au point un art militant, qu'il qualifie de constructivisme figuratif. Figuratif par nécessité, son langage artistique est cependant nourri des recherches puristes autant que de l'abstraction géométrique internationale.
Dans les annéees 1920, il fréquente la communauté de Kaltall, dans l’Eifel près de Cologne. Y vivent des artistes influencés par le dadaïsme ou du groupe des artistes progressistes (de). Les principaux membres en sont les écrivains Käthe Jatho-Zimmermann, Carl Oskar Jatho et les peintres Franz Nitsche, ou encore Anton Räderscheidt, Angelika Hoerle, Heinrich Hoerle. Seiwert collabore à plusieurs reprises avec Ret Marut, rédacteur du Ziegelbrenner en fuite après l’échec de la république des conseils de Bavière et futur B. Traven. Ils réalisent ensemble des livres dont l’un écrit les textes que l’autre illustre de gravures,,.
Il expose régulièrement son œuvre qu'il diffuse également dans des journaux, à l'instar de la Sozialistische Republik. Il co-fonde avec Hoerle la revue d'avant-garde a bis z qui est publiée entre octobre 1929 et février 1933.
Quelques mois après l'arrivée des nazis au pouvoir, il meurt à 39 ans seulement d'un cancer induit par une blessure à la tête, provoquée par un traitement au rayon X reçu durant l'enfance. Il est enterré au cimetière du Nord de Cologne.

## Quelques œuvres
- 1925 Travailleurs (huile sur bois 103 x 65 cm), Düsseldorf, Kunstmuseum[5]